# ФК «Рубин» в сезоне 2020/2021
Сезон 2020/2021 — 18-й сезон для «Рубина» в чемпионате России и 63-й год со дня основания футбольного клуба.
Это первый полноценный сезон для Леонида Слуцкого в качестве главного тренера команды. Он возглавил «Рубин» во время зимней паузы в предыдущем сезоне.
Сезон для клуба начался 11 августа 2020 года домашним матчем против московского «Локомотива» в рамках Российской Премьер-лиги.

## Клуб

### Тренерский штаб
| Должность               | Имя                 |
| ----------------------- | ------------------- |
| Главный тренер          | Леонид Слуцкий      |
| Тренер                  | Олег Кузьмин        |
| Тренер                  | Олег Веретенников   |
| Тренер по физподготовке | Хавьер Нойя Сальсес |
| Тренер вратарей         | Сергей Козко        |
| Тренер-реабилитолог     | Виктор Гомес        |

### Форма
Поставщик формы: Jako

### Партнёры
Генеральный спонсор: ПАО «Нижнекамскнефтехим»

Премиальный спонсор: ПАО «Казаньоргсинтез»

Официальный спонсор: SILA International Lawyers

Технический партнёр: Jako

Официальный партнёр: ПО Ундоровский завод минеральной воды «ВОЛЖАНКА»

## Перед сезоном
Перед началом сезона было объявлено, что новым партнёром команды стала международная букмекерская компания bwin. Однако вскоре компания прекратила свою деятельность в России, и новым партнёром «Рубина» стала букмекерская компания «Олимп». Также была обновлена тренировочная экипировка команды, поставляемая техническим партнёром клуба Jako.

## События сезона
- 14 марта 2021 года Хвича Кварацхелия забил 2700-й гол «Рубина» в чемпионатах страны (СССР и России) за всю историю клуба.[5]
- 10 апреля 2021 года Дарко Йевтич забил 3000-й гол «Рубина» во всех официальных матчах со дня основания клуба.

## Трансферы

### Лето 2020

#### Пришли в клуб
| Позиция | Игрок              | Откуда                  | Сумма           | Дата            | Ссылка |
| ------- | ------------------ | ----------------------- | --------------- | --------------- | ------ |
| Нап     | Артур Сагитов      | Нижний Новгород         | из аренды       | 1 июня 2020     |        |
| ПЗ      | Камиль Закиров     | Волгарь                 | из аренды       | 1 июня 2020     |        |
| Защ     | Михаил Меркулов    | Урал                    | Свободный агент | 9 июня 2020     | [ 6 ]  |
| ПЗ      | Оливер Абильдгор   | Ольборг                 | € 2 000 000     | 21 июня 2020    | [ 7 ]  |
| Нап     | Кирилл Косарев     | Муром                   | Свободный агент | 24 июня 2020    | [ 8 ]  |
| ПЗ      | Николай Кипиани    | Ротор                   | из аренды       | 30 июня 2020    |        |
| Нап     | Бека Микелтадзе    | Ротор                   | из аренды       | 30 июня 2020    |        |
| Нап     | Джордже Деспотович | Оренбург                | Свободный агент | 21 июля 2020    | [ 9 ]  |
| ПЗ      | Олег Шатов         | Зенит (Санкт-Петербург) | Свободный агент | 29 июля 2020    | [ 10 ] |
| Защ     | Александр Зуев     | Ростов                  | € 1 500 000     | 10 августа 2020 | [ 11 ] |
| ПЗ      | Хван Ин Бом        | Ванкувер Уайткэпс       | € 2 500 000     | 14 августа 2020 | [ 12 ] |
| Вр      | Никита Медведев    | Локомотив (Москва)      | Свободный агент | 17 августа 2020 | [ 13 ] |
| Защ     | Георгий Зотов      | Крылья Советов (Самара) | Свободный агент | 17 августа 2020 | [ 14 ] |
| Нап     | Кирилл Климов      | Монако                  | Свободный агент | 19 октября 2020 | [ 15 ] |

Общие расходы: ▼ € 6 000 000

#### Ушли из клуба
| Позиция | Игрок                | Куда             | Сумма           | Дата            | Ссылка |
| ------- | -------------------- | ---------------- | --------------- | --------------- | ------ |
| ПЗ      | Александр Ташаев     | Спартак (Москва) | из аренды       | 1 июня 2020     |        |
| ПЗ      | Николай Кипиани      | Ротор            | Свободный агент | 1 июля 2020     |        |
| Нап     | Бека Микелтадзе      | Ротор            | Свободный агент | 1 июля 2020     |        |
| Вр      | Алексей Городовой    | Велес            | в аренду        | 1 июля 2020     |        |
| Защ     | Данил Степанов       | Ротор            | в аренду        | 17 июля 2020    | [ 16 ] |
| Защ     | Александр Зуев       | Ростов           | из аренды       | 31 июля 2020    |        |
| Нап     | Евгений Марков       | Динамо (Москва)  | из аренды       | 31 июля 2020    | [ 17 ] |
| Защ     | Пабло Сантос         | Брага            | из аренды       | 31 июля 2020    | [ 17 ] |
| Защ     | Константин Плиев     | Ростов           | из аренды       | 31 июля 2020    | [ 17 ] |
| Защ     | Николай Поярков      | Ростов           | из аренды       | 31 июля 2020    | [ 17 ] |
| Защ     | Владимир Гранат      |                  | Свободный агент | 1 августа 2020  | [ 18 ] |
| Нап     | Артур Сагитов        | Волгарь          | в аренду        | 8 августа 2020  | [ 19 ] |
| Вр      | Давид Волк           |                  | Свободный агент | 14 августа 2020 | [ 20 ] |
| Защ     | Олег Данченко        | Уфа              | в аренду        | 15 августа 2020 | [ 21 ] |
| ПЗ      | Вячеслав Подберёзкин | Урал             | Свободный агент | 18 августа 2020 | [ 22 ] |
| ПЗ      | Зурико Давиташвили   | Ротор            | в аренду        | 20 августа 2020 | [ 23 ] |
| ПЗ      | Павел Могилевец      | Химки            | Свободный агент | 16 октября 2020 | [ 24 ] |

Общие доходы: ▬ € 0

### Зима 2020/2021

#### Пришли в клуб
| Позиция | Игрок             | Откуда                  | Сумма           | Дата            | Ссылка |
| ------- | ----------------- | ----------------------- | --------------- | --------------- | ------ |
| ПЗ      | Мицуки Сайто      | Сёнан Бельмаре          | В аренду        | 14 декабря 2020 | [ 25 ] |
| ПЗ      | Камиль Закиров    | Минск                   | Из аренды       | 1 января 2021   |        |
| Нап     | Артур Сагитов     | Волгарь                 | Из аренды       | 17 января 2021  |        |
| Вр      | Алексей Городовой | Велес                   | Из аренды       | 25 января 2021  |        |
| ПЗ      | Леон Мусаев       | Зенит (Санкт-Петербург) | € 500 000       | 29 января 2021  | [ 26 ] |
| Защ     | Олег Данченко     | Уфа                     | Из аренды       | 31 января 2021  |        |
| Защ     | Алексей Грицаенко | Тамбов                  | Свободный агент | 1 февраля 2021  | [ 27 ] |
| ПЗ      | Михаил Костюков   | Тамбов                  | Свободный агент | 1 февраля 2021  | [ 28 ] |

Общие расходы: ▼ € 500 000

#### Ушли из клуба
| Позиция | Игрок             | Куда           | Сумма           | Дата            | Ссылка |
| ------- | ----------------- | -------------- | --------------- | --------------- | ------ |
| ПЗ      | Дмитрий Тарасов   |                | Свободный агент | 17 декабря 2020 | [ 29 ] |
| ПЗ      | Игорь Коновалов   | Арсенал (Тула) | В аренду        | 12 января 2021  | [ 30 ] |
| Нап     | Артур Сагитов     |                | Свободный агент | 18 января 2021  | [ 31 ] |
| Вр      | Алексей Городовой | СКА-Хабаровск  | В аренду        | 26 января 2021  |        |
| Защ     | Олег Данченко     | АЕК            | € 1 000 000     | 31 января 2021  | [ 32 ] |
| Нап     | Кирилл Климов     | Тамбов         | В аренду        | 20 февраля 2021 | [ 33 ] |
| Нап     | Кирилл Косарев    | Томь           | В аренду        | 20 февраля 2021 | [ 33 ] |
| Вр      | Иван Коновалов    | Урал           | В аренду        | 25 февраля 2021 | [ 34 ] |

Общие доходы: ▲ € 1 000 000

### Итого
В этом разделе отображаются финансовые расходы клуба на трансферном рынке в евро. Так как не все трансферы открыты общественности, то суммы, показанные в этом разделе, приводятся только по данным, опубликованным в СМИ.
| Лето: ▼ 6 000 000 Зима: ▼ 500 000 Всего: ▼ 6 500 000 | Лето: ▲ 0 Зима: ▲ 1 000 000 Всего: ▲ 1 000 000 | Лето: ▼ 6 500 000 Зима: ▲ 1 000 000 Всего: ▼ 5 500 000 |

## Предсезонные и товарищеские матчи

### Лето-осень 2020
| 3 августа 2020 | Рубин              | 1:1   | КАМАЗ           | Казань         |
| 17:00 МСК      | Куликов 55′ (авт.) | отчёт | Галиакберов 62′ | Стадион: Рубин |

| 6 сентября 2020 | Рубин             | 1:1   | Урал           | Казань         |
| 15:30 МСК       | Иг. Коновалов 55′ | отчёт | Аугустыняк 60′ | Стадион: Рубин |

| 11 октября 2020 | Урал              | 1:1   | Рубин             | Екатеринбург                |
| 14:00 МСК       | Караев 36′ (пен.) | отчёт | Йевтич 75′ (пен.) | Стадион: Екатеринбург Арена |

### Зима 2021
Зимой 2021 года «Рубин» провёл три тренировочных сбора в турецком городе Белек. Во время сборов команда провела восемь контрольных матчей.
| 21 января 2021 | Рубин                                                                          | 5:2   | Партизан                           | Белек |
| 15:00 МСК      | Макаров 12′ · Йевтич 22′ · Кварацхелия 39′ · Косарев 60′ · Игнатьев 85′ (пен.) | отчёт | Натхо 53′ (пен.) · Сума 75′ (пен.) |       |

| 24 января 2021 | Рубин                                      | 3:2   | Сочи                          | Белек |
| 12:00 МСК      | Кварацхелия 19′, 57′ (пен.) · Игнатьев 66′ | отчёт | Юсупов 6′ · А. Заболотный 25′ |       |

| 2 февраля 2021 | Рубин                       | 2:2   | Химки                  | Белек |
| 15:00 МСК      | Деспотович 21′ · Йевтич 45′ | отчёт | Мирзов 54′, 71′ (пен.) |       |

| 5 февраля 2021 | Рубин                               | 2:3   | Динамо (Москва)                                     | Белек |
| 14:30 МСК      | Деспотович 45+2′ (пен.), 52′ (пен.) | отчёт | Шиманьски 18′ · Фомин 41′ (пен.) · Комличенко 90+3′ |       |

| 8 февраля 2021 | Рубин                           | 2:3   | Томь                             | Белек |
| 11:30 МСК      | Игнатьев 5′ (пен.) · Климов 52′ | отчёт | Симонян 16′, 35′ · Цикаридзе 73′ |       |

| 9 февраля 2021 | Рубин                              | 3:1   | Нижний Новгород | Белек |
| 11:00 МСК      | Кварацхелия 19′, 78′ · Макаров 43′ | отчёт | Янсане 76′      |       |

| 15 февраля 2021 | Рубин | 0:0   | Урал | Белек |
| 15:00 МСК       |       | отчёт |      |       |

| 18 февраля 2021 | Рубин                                   | 3:0   | Ротор | Белек |
| 15:00 МСК       | Бегич 49′ · Макаров 75′ · Абильдгор 86′ | отчёт |       |       |

| 21 февраля 2021 | Рубин           | 1:0   | Кайрат | Белек |
| 15:00 МСК       | Кварацхелия 11′ | отчёт |        |       |

### Весна 2021
| 27 марта 2021 | Рубин                                | 3:3   | Тамбов                        | Казань               |
| 14:00 мск     | Климов 15′ (авт.) · Игнатьев 21′ 26′ | отчёт | Денисов 29′ · Архипов 55′ 58′ | Стадион: Центральный |

## Обзор участия в турнирах
| Соревнование           | Первый матч      | Последний матч | Раунд-начало            | Итог выступления        | Статистика выступлений | Статистика выступлений | Статистика выступлений | Статистика выступлений | Статистика выступлений | Статистика выступлений | Статистика выступлений | Статистика выступлений | Ссылка |
| Соревнование           | Первый матч      | Последний матч | Раунд-начало            | Итог выступления        | И                      | В                      | Н                      | П                      | ГЗ                     | ГП                     | РМ                     | В%                     | Ссылка |
| ---------------------- | ---------------- | -------------- | ----------------------- | ----------------------- | ---------------------- | ---------------------- | ---------------------- | ---------------------- | ---------------------- | ---------------------- | ---------------------- | ---------------------- | ------ |
| Чемпионат России       | 11 августа 2020  | 16 мая 2021    | 1-й тур                 | 4-е место               | 30                     | 16                     | 5                      | 9                      | 42                     | 33                     | +9                     | 053,33                 |        |
| Кубок России           | 16 сентября 2020 | 4 ноября 2020  | Элитный групповой раунд | Элитный групповой раунд | 2                      | 1                      | 0                      | 1                      | 4                      | 3                      | +1                     | 050,00                 |        |
| Всего                  | Всего            | Всего          | Всего                   | Всего                   | 32                     | 17                     | 5                      | 10                     | 46                     | 36                     | +10                    | 053,13                 |        |
| Обновлено: 16 мая 2021 |                  |                |                         |                         |                        |                        |                        |                        |                        |                        |                        |                        |        |

## Премьер-лига

### Турнирная таблица
| Поз | Команда   | И  | В  | Н | П  | МЗ | МП | РМ  | О  | Квалификация или выбывание     |
| --- | --------- | -- | -- | - | -- | -- | -- | --- | -- | ------------------------------ |
| 2   | Спартак   | 30 | 17 | 6 | 7  | 56 | 37 | +19 | 57 | 3-й кв. раунд Лиги чемпионов   |
| 3   | Локомотив | 30 | 17 | 5 | 8  | 45 | 35 | +10 | 56 | Групповой этап Лиги Европы     |
| 4   | Рубин     | 30 | 16 | 5 | 9  | 42 | 33 | +9  | 53 | 3-й кв. раунд Лиги конференций |
| 5   | Сочи      | 30 | 15 | 8 | 7  | 49 | 33 | +16 | 53 | 2-й кв. раунд Лиги конференций |
| 6   | ЦСКА      | 30 | 15 | 5 | 10 | 51 | 33 | +18 | 50 |                                |

Пункт 17.3. В случае равенства очков у двух и более команд места команд в таблице Чемпионата определяются:
− по результатам игр между собой (число очков, количество побед, разность забитых и пропущенных мячей, число забитых мячей);
− по наибольшему числу побед во всех матчах;
− по лучшей разности забитых и пропущенных мячей во всех матчах;
− по наибольшему числу забитых мячей во всех матчах.
Пункт 17.4. При абсолютном равенстве всех указанных показателей места команд в итоговой турнирной таблице определяются в дополнительном матче (турнире) между этими командами.

1. 1 2  По наибольшему числу побед во всех матчах: Рубин 16, Сочи 15
2. ↑  По разности забитых и пропущенных мячей в личных встречах: ЦСКА +1, Динамо -1

### Статистика выступлений
| Итого | Итого | Итого | Итого | Итого | Итого | Итого | Итого | Дома | Дома | Дома | Дома | Дома | Дома | На выезде | На выезде | На выезде | На выезде | На выезде | На выезде |
| И     | О     | В     | Н     | П     | МЗ    | МП    | РМ    | В    | Н    | П    | МЗ   | МП   | РМ   | В         | Н         | П         | МЗ        | МП        | РМ        |
| ----- | ----- | ----- | ----- | ----- | ----- | ----- | ----- | ---- | ---- | ---- | ---- | ---- | ---- | --------- | --------- | --------- | --------- | --------- | --------- |
| 30    | 53    | 16    | 5     | 9     | 42    | 33    | +9    | 6    | 4    | 5    | 18   | 17   | +1   | 10        | 1         | 4         | 24        | 16        | +8        |

### Результаты по турам
| Тур   | 01 | 02 | 03 | 04 | 05 | 06 | 07 | 08 | 09 | 10 | 11 | 12 | 13 | 14 | 15 | 16 | 17 | 18 | 19 | 20 | 21 | 22 | 23 | 24 | 25 | 26 | 27 | 28 | 29 | 30 |
| ----- | -- | -- | -- | -- | -- | -- | -- | -- | -- | -- | -- | -- | -- | -- | -- | -- | -- | -- | -- | -- | -- | -- | -- | -- | -- | -- | -- | -- | -- | -- |
| Поле  | Д  | Д  | В  | В  | Д  | Д  | В  | Д  | В  | Д  | В  | В  | Д  | В  | Д  | Д  | В  | В  | В  | В  | Д  | В  | Д  | Д  | В  | В  | Д  | Д  | В  | Д  |
| Итог  | П  | Н  | П  | В  | В  | Н  | В  | П  | В  | Н  | П  | В  | В  | П  | П  | В  | П  | В  | Н  | В  | В  | В  | П  | В  | В  | В  | П  | В  | В  | Н  |
| Место | 12 | 10 | 13 | 12 | 8  | 10 | 6  | 9  | 8  | 9  | 9  | 9  | 8  | 9  | 10 | 9  | 10 | 9  | 9  | 9  | 8  | 6  | 8  | 6  | 5  | 4  | 4  | 4  | 4  | 4  |

Источник: Соревнования

Поле: Д = дома; В = на выезде. Итог: Н = ничья; П = команда проиграла; В = команда выиграла; О = матч отложен.

### Матчи

#### Август
В первом матче сезона «Рубин» принимал дома московский «Локомотив». Матч завершился поражением казанской команды со счётом 0:2. В перерыве матча была произведена замена в составе «Рубина», и на поле появился Сильвие Бегич. Хорват пришёл в команду летом 2019 года, но не смог принять участие в предыдущем сезоне из-за травмы. В своём дебютном матче за клуб Бегич получил прямую красную карточку через 20 минут после появления на поле. Хвича Кварацхелия в этом матче совершил 9 удачных обводок, что стало лучшим показателем в 1-м туре Премьер-лиги. Также в перерыве матча после споров с главным судьёй этой игры был удалён главный тренер «Рубина» Леонид Слуцкий, который поставил под сомнение решение арбитра не назначить пенальти в ворота «Локомотива» в первом тайме.  В послематчевом флэш-интервью и на пресс-конференции Леонид Слуцкий выступил с яркой речью, в которой раскритиковал работу арбитров. На эту тему высказался и генеральный директор «Рубина» Рустем Сайманов, заявив, что „нужно строить правильную систему“ работы арбитров и объяснения их решений. По решению КДК РФС, принятому спустя два дня после этой игры, Леонид Слуцкий был дисквалифицирован на 2 матча (один из которых условно, с испытательным сроком до окончания чемпионата) и оштрафован на 200 тысяч рублей.
Во втором туре «Рубин» играл на своём стадионе с «Уралом». Вместо дисквалифицированного Леонида Слуцкого обязанности главного тренера исполнял его помощник Олег Веретенников. Счёт в матче открыл игрок «Урала» Эрик Бикфалви, реализовав пенальти на 12-й минуте, назначенный после просмотра арбитром видеоповтора. На 31-й минуте матча левый защитник казанского клуба Михаил Меркулов получил вторую жёлтую карточку, однако за несколько секунд до этого футболист «Урала» нарушил правила в своей штрафной площади. После просмотра видеоповтора главный судья матча Алексей Сухой принял решение назначить пенальти в ворота екатеринбургского клуба, при этом удаление Меркулова отменено не было, и он был вынужден покинуть поле. Иван Игнатьев реализовал одиннадцатиметровый удар, став, таким образом, автором первого гола «Рубина» в сезоне. На 57-й минуте футболисты «Урала» забили второй гол, однако один из игроков гостей оказался в положении вне игры, и после переговоров с видеопомощником главный судья отменил гол. На 63-й минуте матча игрок «Урала» Роман Емельянов получил вторую жёлтую карточку и покинул поле, команды продолжили игру в равных составах. Матч завершился вничью со счётом 1:1, лучшим игроком матча был признан вратарь «Рубина» Юрий Дюпин. Хвича Кварацхелия вновь стал лидером тура по количеству успешных обводок (8), а Филип Уремович по проценту успешных отборов (5 из 5, 100%). Кроме того, Хвича Кварацхелия вошёл в символическую сборную тура по версии сайта WhoScored, а Оливер Абильдгор — по версии Opta Sports.
В третьем туре «Рубин» в первом для себя выездном матче в сезоне встречался с футбольным клубом «Сочи». Счёт в матче на 44-й минуте открыл защитник сочинского клуба Миха Мевля, замкнувший головой подачу с фланга. На 68-й минуте нападающий «Рубина» Иван Игнатьев реализовал пенальти, назначенный за нарушение на Хвиче Кварацхелии. На исходе 76-й минуты матча вышедший на замену Денис Макаров забил второй гол «Рубина» и вывел свою команду вперёд, голевую передачу отдал Хвича Кварацхелия. На 85-й минуте полузащитник «Сочи» Кристиан Нобоа сравнял счёт, забив прямым ударом со штрафного. На первой добавленной ко второму тайму минуте защитник «Сочи» Иван Миладинович головой замкнул подачу со штрафного удара и вывел свою команду вперёд. Матч завершился победой «Сочи» со счётом 3:2, лучшим игроком матча был признан полузащитник «Рубина» Хвича Кварацхелия. «Рубин» проиграл в гостях впервые с 21 сентября 2019 года.
В 4-м туре «Рубин» на выезде играл против московского ЦСКА. В этом матче за казанский клуб дебютировали полузащитники Олег Шатов, вышедший в стартовом составе, и заменивший его во втором тайме Хван Ин Бом. Первый гол в матче забил полузащитник «Рубина» Солтмурад Бакаев, завершив быструю контратаку казанского клуба. Через две минуты игрок ЦСКА Никола Влашич сравнял счёт. На второй добавленной ко второму тайму минуте Денис Макаров дальним ударом забил гол и вывел «Рубин» вперёд. Таким образом, «Рубин» обыграл ЦСКА со счётом 2:1 и одержал первую победу в сезоне. Лучшим игроком матча второй раз в сезоне был признан вратарь «Рубина» Юрий Дюпин. По итогам тура Оливер Абильдгор вошёл в символическую сборную 4-го тура по версии порталов WhoScored и Opta Sports.
В 5-м туре «Рубин» принимал «Уфу». Первый тайм завершился без голов, однако преимущество по голевым моментам было у казанской команды. В перерыве главный тренер «Рубина» Леонид Слуцкий сделал две замены. На второй минуте второго тайма вышедший на замену Хван Ин Бом забил первый гол за свою новую команду, пробив в одно касание с линии штрафной площади. На 56-й минуте Денис Макаров, также появившийся на поле сразу после перерыва, после передачи Джордже Деспотовича вышел один на один с голкипером «Уфы» Александром Беленовым и увеличил преимущество «Рубина». На 69-й минуте Денис Макаров оформил дубль, заведя мяч в пустые ворота после того, как голкипер «Уфы» отбил удар Хвичи Кварацхелии. Матч закончился победой казанского клуба со счётом 3:0. «Рубин» впервые за долгое время обыграл соперника с разгромным счётом и забил более двух мячей в одном матче. Лучшим игроком матча был признан нападающий «Рубина» Джордже Деспотович. Хвича Кварацхелия стал лидером тура по количеству ударов в створ (5), а Оливер Абильдгор по количеству выигранных единоборств (12). Кроме того, два игрока «Рубина» были включены в символические сборные 5-го тура: Александр Зуев по версии порталов WhoScored и Opta Sports и Михаил Меркулов по версии Opta Sports.
Перед перерывом на матчи сборных «Рубин» встречался с футбольным клубом Тамбов в Казани. Команды сыграли вничью со счётом 2:2. В составе «Рубина» дублем отметился нападающий Джордже Деспотович. По итогам тура Джордже Деспотович вошёл в символическую сборную 6-го тура по версии порталов WhoScored и Opta Sports.
Четыре игрока «Рубина» были вызваны в свои национальные сборные для участия в сентябрьских матчах Лиги наций УЕФА: Филип Уремович (Хорватия), Хвича Кварацхелия (Грузия) и Джордже Деспотович (Сербия). Кроме того, Иван Игнатьев был вызван в состав молодёжной сборной России для участия в отборочных матчах Чемпионата Европы среди молодёжных команд 2021.
| 11 августа 2020 1 тур | Рубин                                             | 0:2   | Локомотив                                                                                                   | Казань |
| 20:00 МСК | Игнатьев 49' · Бегич · Уремович 65' · Макаров 84' | отчёт | Ал. Миранчук 2′ · Баринов 26′ · Рыбчинский 48' · Живоглядов 58' · Баринов 77' · Магкеев 88' · Иосифов 90+2' | Стадион: Ак Барс Арена Зрителей: 4 477 Судья: Сергей Иванов Игрок матча: Дмитрий Рыбчинский («Локомотив») |
| Рубин: Дюпин, Меркулов, Старфельт, Уремович, Самошников (Бегич, 46'), С. Бакаев (Макаров, 62'), Иг. Коновалов (Деспотович, 62'), Абильдгор, Кварацхелия (Давиташвили, 72'), Йевтич, Игнатьев (Тарасов, 80'). Тренер: Леонид Слуцкий Локомотив: Гильерме, Живоглядов, Мурило, Чорлука, Крыховяк, Баринов (Иосифов, 90+1'), Рыбчинский (В. Игнатьев, 70'), Ал. Миранчук, Рыбусь (Куликов, 90+1'), Жемалетдинов (Магкеев, 76'), Смолов (Агеев, 90+1'). Тренер: Марко Николич |                                                   |       | | |

| 15 августа 2020 2 тур | Рубин                                  | 1:1   | Урал | Казань                                                                                        |
| 15:30 МСК | Меркулов 21' 31' · Игнатьев 35′ (пен.) | отчёт | Бикфалви 12′ (пен.) · Емельянов 33' 63' · Араторе 45' · Кулаков 48' · Рыков 51' · Годзюр 88' · Мишкич 90' | Стадион: Ак Барс Арена Зрителей: 4 088 Судья: Алексей Сухой Игрок матча: Юрий Дюпин («Рубин») |
| Рубин: Дюпин, Меркулов, Старфельт, Уремович, Самошников, Иг. Коновалов (Могилевец, 81'), Абильдгор, Йевтич (Тарасов, 64'), С. Бакаев (Макаров, 64'), Кварацхелия, Игнатьев (Деспотович, 64'). Тренер: Леонид Слуцкий (и.о. Олег Веретенников) Урал: Годзюр, Кулаков, Герасимов, Рыков, Аугустыняк, Араторе (Эль Кабир, 56'), Бикфалви, Егорычев (Ефремов, 71'), Емельянов, Калинин, Панюков (Мишкич, 71'). Тренер: Юрий Матвеев |                                        |       | |                                                                                               |

| 18 августа 2020 3 тур | Сочи                                                                        | 3:2   | Рубин                                                                         | Сочи                                                                                               |
| 18:00 МСК | Мевля 44′ · Нобоа 85′ · Миладинович 90+1′ · Бахтияров 90+3' · Маммана 90+4' | отчёт | Бегич 12' · Самошников 42' · Игнатьев 68′ (пен.) · Макаров 77′ · Уремович 90' | Стадион: Фишт Зрителей: 4 271 Судья: Владислав Безбородов Игрок матча: Хвича Кварацхелия («Рубин») |
| Сочи: Джанаев, Терехов, Мевля, Новосельцев, Набиуллин (Миладинович, 72'), Маргасов, Бурмистров (Бахтияров, 83'), Нобоа, Цаллагов (Маммана, 83'), Жоаозиньо (Руденко, 72'), Полоз (А. Заболотный, 40'). Тренер: Владимир Федотов Рубин: Дюпин, Бегич (Тарасов, 83'), Уремович, Самошников, Старфельт, Йевтич, Абильдгор, Кварацхелия, Давиташвили (Деспотович, 58'), С. Бакаев (Макаров, 73'), Игнатьев (Иг. Коновалов, 83'). Тренер: Леонид Слуцкий |                                                                             |       |                                                                               | |

| 22 августа 2020 4 тур | ЦСКА                            | 1:2   | Рубин                                                                                 | Москва                                                                                      |
| 20:00 МСК | Сигурдссон 17' · Влашич 9', 39′ | отчёт | Зуев 32' · С. Бакаев 37′ · Уремович 51' · Шатов 75' · Кварацхелия 79' · Макаров 90+2′ | Стадион: ВЭБ Арена Зрителей: 7 731 Судья: Кирилл Левников Игрок матча: Юрий Дюпин («Рубин») |
| ЦСКА: Акинфеев, Магнуссон, Дивеев, Васин, Щенников, Фернандес, Обляков (Бистрович, 85'), Марадишвили, Влашич (Тикнизян, 85'), Сигурдссон (Кучаев, 70'), Шкурин (Гайч, 70'). Тренер: Виктор Гончаренко Рубин: Дюпин, Уремович, Старфельт, Меркулов, Зуев (Самошников, 77'), Йевтич, Абильдгор, Кварацхелия, Шатов (Ин Бом, 79'), С. Бакаев (Макаров, 62'), Игнатьев (Деспотович, 62'). Тренер: Леонид Слуцкий |                                 |       |                                                                                       |                                                                                             |

| 26 августа 2020 5 тур | Рубин                                               | 3:0   | Уфа                                                              | Казань                                                                                               |
| 18:30 МСК | Хван Ин Бом 47′ · Макаров 56′, 69′ · Деспотович 65' | отчёт | Сухов 36' · Бизяк 36' · Тилль 54' · Аликин 72' · Безденежных 86' | Стадион: Ак Барс Арена Зрителей: 6 276 Судья: Павел Кукуян Игрок матча: Джордже Деспотович («Рубин») |
| Рубин: Дюпин, Меркулов, Старфельт, Уремович (Тарасов, 87'), Зуев (Самошников, 84'), Йевтич, Абильдгор, Кварацхелия, Шатов (Ин Бом, 46'), С. Бакаев (Макаров, 46'), Деспотович (Игнатьев, 84'). Тренер: Леонид Слуцкий Уфа: Беленов, Никитин, Неделчяру, Сухов (Безденежных, 59'), Данченко, Аликин, Алиев, Голубев (Фольмер, 59'), Тилл, Вомбергар (Агаларов, 73' (Белоусов, 78')), Бизяк (Жамалетдинов, 59'). Тренер: Вадим Евсеев |                                                     |       |                                                                  | |

| 30 августа 2020 6 тур | Рубин                                                             | 2:2   | Тамбов                                  | Казань                                                                                              |
| 18:00 МСК | Ин Бом 30' · Деспотович 45+2′, 90′ · Уремович 71' · Абильдгор 88' | отчёт | Карапетян 15′ · Рыбин 51' · Карасёв 84′ | Стадион: Ак Барс Арена Зрителей: 4 515 Судья: Виталий Мешков Игрок матча: Никита Чичерин («Тамбов») |
| Рубин: Дюпин, Меркулов, Старфельт, Уремович, Зуев, Абильдгор, Кварацхелия, Ин Бом, Макаров (Шатов, 65'), Йевтич (Игнатьев, 71'), Деспотович. Тренер: Леонид Слуцкий Тамбов: Рыжиков, Грицаенко, Чичерин, Шляков (Килин, 80'), Ойеволе, Рыбин, Чуперка, Тетрашвили, Карасёв, Панченко (Обухов, 62'), Карапетян (Костюков, 62'). Тренер: Сергей Первушин |                                                                   |       |                                         | |

#### Сентябрь
После перерыва на матчи сборных «Рубин» в 7-м туре играл на выезде с московским «Динамо». На 32-й минуте нападающий «Рубина» Джордже Деспотович реализовал пенальти, заработанный Хвичей Кварацхелией. Кроме того, в этом матче три игрока были удалены с поля: Хван Ин Бом в составе «Рубина», а также Николай Комличенко и Сергей Паршивлюк в составе «Динамо». Также в этом матче за «Рубин» дебютировал новичок команды вратарь Никита Медведев, не участвовавший в официальных матчах более трёх лет. Матч завершился минимальной победой казанской команды со счётом 1:0, лучшим игроком матча был признан Денис Макаров. Денис Макаров вошёл в символическую сборную тура по версии сайта WhoScored, а Оливер Абильдгор — по версии Opta Sports.
В 8-м туре «Рубин» принимал дома московский «Спартак». На 5-й минуте Джордан Ларссон открыл счёт в матче, а на 21-й защитник казанской команды Михаил Меркулов отметился автоголом. С 61-й минуты «Рубин» имел численное преимущество после удаления Павла Маслова за две жёлтые карточки. Матч завершился победой «Спартака» со счётом 2:0, при этом футболисты московского клуба лишь один раз пробили в створ ворот, хозяева поля нанесли 19 ударов по воротам, 7 из них в створ.
В 9-м туре «Рубин» играл на выезде против волгоградского «Ротора». Счёт в матче открыл  Джордже Деспотович на 43-й минуте, замкнув головой подачу Хван Ин Бома с правого фланга. На 48-й минуте игрок «Ротора» Армен Манучарян был удалён с поля за две жёлтые карточки. На 59-й минуте Хвича Кварацхелия удвоил преимущество казанской команды, отобрав мяч у игрока хозяев поля и пробив с линии штрафной площади в дальний угол ворот. Спустя две минуты игроки «Ротора» забили гол и сократили отставание в счёте. Однако на 75-й минуте Олег Шатов реализовал пенальти, назначенный за попадание мяча в руку игроку хозяев поля. Этот гол стал первым для полузащитника в составе «Рубина». Матч завершился победой «Рубина» со счётом 3:1, лучшим игроком матча был признан Хвича Кварацхелия. Несколько игроков «Рубина» были включены в символическую сборную тура: Хван Ин Бом по версии портала WhoScored, а также Оливер Абильдгор, Филип Уремович и Хван Ин Бом — по версии Opta Sports. Кроме того, Оливер Абильдгор стал лидером тура по количеству выигранных единоборств (20), а Хван Ин Бом по числу передач в штрафную площадь соперника (16).
| 13 сентября 2020 7 тур | Динамо                                                           | 0:1   | Рубин                                                                 | Москва                                                                                         |
| 16:30 МСК | Ордец 2' · Паршивлюк 35' 90+4' · Комличенко 47' 51' · Филипп 54' | отчёт | Ин Бом 31' 90+2' · Деспотович 31′ (пен.) · Макаров 67' · Меркулов 90' | Стадион: ВТБ Арена Зрителей: 5 723 Судья: Сергей Лапочкин Игрок матча: Денис Макаров («Рубин») |
| Динамо: Шунин, Скопинцев, Ордец, Паршивлюк, Евгеньев, Фомин (Грулёв, 85'), Каборе (Моро, 58'), Филипп (Игбун, 71'), Шиманьски, Комличенко, Н'Жье (Школик, 85'). Тренер: Кирилл Новиков Рубин: Медведев, Бегич, Меркулов, Старфельт, Зуев, Шатов (Йевтич, 89'), Абильдгор, Кварацхелия (С. Бакаев, 43'), Макаров, Ин Бом, Деспотович. Тренер: Леонид Слуцкий |                                                                  |       |                                                                       |                                                                                                |

| 20 сентября 2020 8 тур | Рубин                                                                                        | 0:2   | Спартак                                                                         | Казань                                                                                               |
| 16:30 МСК | Кварацхелия 24' · Абильдгор 29' · Меркулов 47' · Уремович 90' · Макаров 90+2' · Йевтич 90+4' | отчёт | Ларссон 5′ · Меркулов 21′ (авт.) · Маслов 30' 61' · Максименко 61' · Урунов 81' | Стадион: Ак Барс Арена Зрителей: 18 465 Судья: Кирилл Левников Игрок матча: Илья Кутепов («Спартак») |
| Рубин: Медведев, Меркулов (Уремович, 53'), Бегич, Старфельт (С. Бакаев, 77'), Зуев (Игнатьев, 67'), Макаров, Йевтич, Абильдгор, Шатов, Кварацхелия, Деспотович. Тренер: Леонид Слуцкий Спартак: Максименко, Кутепов, Маслов, Айртон, Джикия, Умяров (Ещенко, 77'), Крал, Зобнин, З. Бакаев (Урунов, 76'), Понсе (Соболев, 88'), Ларссон (Гапонов, 62'). Тренер: Доменико Тедеско |                                                                                              |       |                                                                                 | |

| 27 сентября 2020 9 тур | Ротор                                                             | 1:3   | Рубин                                                                                          | Волгоград |
| 19:00 МСК | Манучарян 23' 48' · Кверквелия 30' · Николаев 40' · Фламарион 61′ | отчёт | Старфельт 20' · Деспотович 43′ · Зуев 52' · Кварацхелия 59′ · Шатов 75′ (пен.) · Абильдгор 89' | Стадион: Волгоград Арена Зрителей: 8 950 Судья: Владислав Безбородов Игрок матча: Хвича Кварацхелия («Рубин») |
| Ротор: Чондрич, Матрикарди (Кожемякин, 86'), Гогуа, Кверквелия, Манучарян, Песегов, С. Макаров, Николаев, Алейник, Колесниченко (Микелтадзе, 53'), Фламарион. Тренер: Александр Хацкевич Рубин: Дюпин, Бегич, Уремович, Старфельт, Зуев (Самошников, 79'), Абильдгор, Ин Бом, Шатов (Иг. Коновалов, 79'), Кварацхелия, Д. Макаров (С. Бакаев, 71'), Деспотович (Игнатьев, 83'). Тренер: Леонид Слуцкий |                                                                   |       |                                                                                                | |

#### Октябрь
Перед паузой на матчи сборных «Рубин» в 10-м туре принимал дома грозненский «Ахмат». Счёт в матче на 53-й минуте открыл Хвича Кварацхелия, отобрав мяч у соперника и отправив его в ворота после сольного прохода. С 68-й минуты «Рубин» играл в меньшинстве после того, как Дарко Йевтич был вынужден покинуть поле за две жёлтые карточки. На 80-й минуте нападающий «Ахмата» Георгий Мелкадзе реализовал пенальти и сравнял счёт. Матч завершился вничью со счётом 1:1, лучшим игроком матча второй раз подряд стал Хвича Кварацхелия.
Шесть игроков «Рубина» были вызваны в национальные сборные: Филип Уремович (Хорватия), Хвича Кварацхелия (Грузия), Карл Старфельт (Швеция) и Джордже Деспотович (Сербия) для участия в товарищеских матчах и матчах Лиги наций УЕФА, а также Иван Игнатьев и Денис Макаров были вызваны в состав молодёжной сборной России для участия в отборочных матчах Чемпионата Европы среди молодёжных команд 2021.
После паузы на матчи сборных «Рубин» в 11-м туре играл на выезде против «Краснодара». «Рубин» на матч с «Краснодаром» вышел с рекордно короткой скамейкой: всего четыре полевых игрока. Хвича Кварацхелия приехал из сборной с повреждением, он появился на поле во втором тайме, но полноценно сыграть функциональное состояние ему не позволило. В концовке первого тайма Илья Самошников сыграл рукой в своей штрафной площади, дав повод арбитру встречи назначить пенальти, а в начале второго тайма Сильвие Бегич потерял мяч в своей штрафной площади, и Кристоффер Олссон сделал счет 2:0. В компенсированное время команды обменялись голами. Маркус Берг сыграл на добивании, а Карл Старфельт замкнул подачу Олега Шатова со стандарта, оформив свой первый гол за «Рубин». Матч завершился победой краснодарской команды со счётом 3:1. После игры представители казанской команды высказали недовольство судейством в матче. Генеральный директор «Рубина» Рустем Сайманов заявил, что клуб хочет обратить внимание на данную проблему, чтобы избежать подобных ошибок в будущем.
В 12-м туре «Рубин» играл на выезде против действующего чемпиона России, а также обладателя Кубка и Суперкубка страны петербургского «Зенита». «Зенит» открыл счет в середине первого тайма после стандарта – Александр Ерохин переправил мяч в дальний угол после подачи со штрафного. На 43-й минуте Джордже Деспотович головой замкнул навес Солтмурада Бакаева. На 69-й минуте Дарко Йевтич вывел «Рубин» вперёд, удачно пробив из-за пределов штрафной площади. Матч завершился победой  казанской команды со счётом 2:1, лучшим игроком матча впервые в сезоне был признан Дарко Йевтич. Игроки «Рубина» Илья Самошников и Солтмурад Бакаев были включены в символическую сборную тура по версии портала WhoScored.
Спустя неделю в 13-м туре «Рубин» принимал дома тульский «Арсенал». На 20-й минуте игры Карл Старфельт открыл счёт после подачи Дарко Йевтича с углового. Через две минуты Джордже Деспотович обводящим ударом завершил быструю атаку с участием Хвичи Кварацхелии, Дарко Йевтича и Солтмурада Бакаева и удвоил преимущество «Рубина». В начале второго тайма Солтмурад Бакаев технично обработал длинный пас Хвичи Кварацхелии и отправил третий мяч в сетку ворот тульской команды. Однако гости сумели отыграть один мяч, произошло это в концовке встречи - отличился Кирилл Панченко. «Рубин» победил со счётом 3:1, выиграв второй матч подряд, лучшим игроком матча был признан Хвича Кварацхелия.
| 4 октября 2020 10 тур | Рубин                                             | 1:1   | Ахмат                                                              | Казань                                                                                                   |
| 16:30 МСК | Кварацхелия 53′ · Самошников 61' · Йевтич 64' 68' | отчёт | Ненахов 9' · Мелкадзе 47', 80′ (пен.) · Быстров 75' · Тимофеев 89' | Стадион: Ак Барс Арена Зрителей: 6 387 Судья: Владимир Москалёв Игрок матча: Хвича Кварацхелия («Рубин») |
| Рубин: Дюпин, Самошников, Старфельт, Бегич, Уремович, Бакаев (Макаров, 67'), Абильдгор, Ин Бом, Йевтич, Кварацхелия (Шатов, 90+1'), Деспотович. Тренер: Леонид Слуцкий Ахмат: Гудиев, Нижич, Анхель, Ненахов, Быстров (Понсе, 78'), Богосавац, Тимофеев, Харин (Садулаев, 62'), Полярус, Мелкадзе, Ильин. Тренер: Андрей Талалаев |                                                   |       |                                                                    | |

| 17 октября 2020 11 тур | Краснодар                                                                    | 3:1   | Рубин                                                                        | Краснодар                                                                                |
| 16:30 МСК | Кабелла 45+1′ (пен.) · Олссон 52′ · Смольников 56' · Берг 90+2′ · Кайо 90+4' | отчёт | Деспотович 45+3' · Абильдгор 55' · Шатов 87' · Макаров 90' · Старфельт 90+4′ | Стадион: Краснодар Зрителей: 10 554 Судья: Михаил Вилков Игрок матча: Кайо («Краснодар») |
| Краснодар: Сафонов, Смолльников (Берг, 77'), Петров, Чернов, Сорокин, Ионов (Сулейманов, 72'), Олссон, Кайо, Вильена, Кабелла (Уткин, 72'), Марков (Классон, 46' (Рамирес, 82')). Тренер: Мурад Мусаев Рубин: Дюпин, Бегич, Уремович, Старфельт, Самошников, Шатов, Абильдгор, Ин Бом (Игнатьев, 68'), С. Бакаев (Кварацхелия, 57' (Зуев, 86')), Макаров, Деспотович. Тренер: Леонид Слуцкий |                                                                              |       |                                                                              |                                                                                          |

| 24 октября 2020 12 тур | Зенит                                    | 1:2   | Рубин                                      | Санкт-Петербург                                                                                    |
| 16:30 МСК | Ерохин 26′ · Кузяев 87' · Ракицкий 90+4' | отчёт | Уремович 25' · Деспотович 43′ · Йевтич 69′ | Стадион: Газпром Арена Зрителей: 20 847 Судья: Николай Волошин Игрок матча: Дарко Йевтич («Рубин») |
| Зенит: Кержаков, Караваев, Ракицкий, Сантос, Ловрен, Оздоев (Кузяев, 70'), Ерохин, Барриос (Круговой, 70'), Вендел (Мостовой, 81'), Дзюба, Дриусси (Сутормин, 70'). Тренер: Сергей Семак Рубин: Дюпин, Бегич, Уремович, Старфельт, Самошников, Шатов, С. Бакаев (Зуев, 79'), Кварацхелия (Зотов, 90'), Йевтич (Тарасов, 85'), Ин Бом, Деспотович. Тренер: Леонид Слуцкий |                                          |       |                                            | |

| 31 октября 2020 13 тур | Рубин                                                                           | 3:1   | Арсенал                                   | Казань                                                                                                  |
| 14:00 МСК | Старфельт 20′ · Деспотович 22′ · С. Бакаев 53′ · Самошников 63' · Косарев 90+3' | отчёт | Э. Кангва 55' · Панченко 83′ · Беляев 85' | Стадион: Ак Барс Арена Зрителей: 3 899 Судья: Василий Казарцев Игрок матча: Хвича Кварацхелия («Рубин») |
| Рубин: Дюпин, Бегич, Уремович (Зуев, 71'), Старфельт, Самошников, Абильдгор, Йевтич (Тарасов, 85'), Ин Бом, С. Бакаев (Зотов, 80'), Кварацхелия (Косарев, 85'), Деспотович (Макаров, 71'). Тренер: Леонид Слуцкий Арсенал: Шамов, Григалава, Беляев, Рассказов (Сокол, 80'), Бауэр, Ломовицкий, Чаушич, Э. Кангва, Мохаммед (К. Кангва, 71'), Панченко (Хлусевич, 85'), Джорджевич (Минаев, 85'). Тренер: Сергей Подпалый |                                                                                 |       |                                           | |

#### Ноябрь
В 14-м туре «Рубин» играл на выезде против футбольного клуба «Химки». Матч проходил при пустых трибунах и завершился поражением казанской команды со счётом 0:2, в составе хозяев отличились Резиуан Мирзов и Денис Глушаков.
Восемь игроков «Рубина» были вызваны в национальные сборные для участия в ноябрьских матчах: Филип Уремович (Хорватия), Хвича Кварацхелия (Грузия), Карл Старфельт (Швеция), Оливер Абильдгор (Дания), Хван Ин Бом (Республика Корея), а также Иван Игнатьев, Денис Макаров и Солтмурад Бакаев были вызваны в состав молодёжной сборной России.
В 15-м туре «Рубин» на своём поле принимал футбольный клуб «Ростов». «Рубин» подошёл к этому матчу с колоссальными кадровыми проблемами. В итоге на острие атаки был вынужден сыграть Александр Зуев, до этого при Леониде Слуцком игравший крайнего защитника, да и то в последнее время нечасто попадавший в стартовый состав. Матч завершился поражением казанской команды со счётом 0:2, дубль оформил бывший игрок «Рубина» Хорен Байрамян, признанный также лучшим игроком матча.
В 16-м туре, первом во втором круге чемпионата, «Рубин» играл дома против московского ЦСКА. Единственный гол забил Джордже Деспотович, отправивший мяч в сетку первым касанием после своего выхода на замену. Однако вскоре серб был заменён из-за повреждения. Матч завершился победой казанского клуба с минимальным счётом 1:0.
| 8 ноября 2020 14 тур | Химки                                                                              | 2:0   | Рубин                                      | Химки                                                                                         |
| 14:00 МСК | Филин 40' · Конате 42' · Мирзов 48′ · Трошечкин 56' · Глушаков 69′ · Лантратов 90' | отчёт | Бегич 27' · Кварацхелия 50' · Уремович 67' | Стадион: Арена Химки Зрителей: 0 Судья: Сергей Лапочкин Игрок матча: Денис Глушаков («Химки») |
| Химки: Лантратов, Идову, Тихий (Дядюн, 46'), Данилкин, Филин, Глушаков (Куат, 90'), Кухарчук, Мирзов (Алиев, 86'), Трошечкин (Могилевец, 86'), Боженов, Конате (Корян, 74'). Тренер: Игорь Черевченко Рубин: Дюпин, Зотов (Зуев, 83'), Бегич, Уремович, Старфельт, Шатов, С. Бакаев (Макаров, 54'), Кварацхелия, Абильдгор, Хван, Игнатьев (Косарев, 69'). Тренер: Леонид Слуцкий |                                                                                    |       |                                            |                                                                                               |

| 22 ноября 2020 15 тур | Рубин                       | 0:2   | Ростов                                         | Казань                                                                                            |
| 19:00 МСК | С. Бакаев 34' · Макаров 70' | отчёт | Алеесами 15' · Норманн 31' · Байрамян 55′, 76′ | Стадион: Ак Барс Арена Зрителей: 3 011 Судья: Павел Кукуян Игрок матча: Хорен Байрамян («Ростов») |
| Рубин: Дюпин, Зотов, Бегич, Тарасов, Шатов, Зуев (Косарев, 58'), С. Бакаев (Климов, 83'), Макаров, Самошников (Меркулов, 83'), Йевтич (Иг. Коновалов, 68'), Абильдгор. Тренер: Леонид Слуцкий Ростов: Песьяков, Терентьев, Осипенко, Павловец, Алеесами (Поярков, 63'), Байрамян, Р. Ерёменко (Гигович, 63'), Тугарев (Алмквист, 63'), Норманн, Хашимото (Глебов, 25'), Полоз. Тренер: Валерий Карпин |                             |       |                                                |                                                                                                   |

| 29 ноября 2020 16 тур | Рубин | 1:0   | ЦСКА                         | Казань                                                                                               |
| 16:30 МСК | Макаров 13' · Йевтич 48' · Зотов 50' · Деспотович 59′, 59' · Самошников 62' · Шатов 90+1' · Климов 90+1' · Бегич 90+4' | отчёт | Дивеев 80' · Марадишвили 85' | Стадион: Ак Барс Арена Зрителей: 7 671 Судья: Виталий Мешков Игрок матча: Оливер Абильдгор («Рубин») |
| Рубин: Медведев, Зотов, Бегич, Старфельт, Самшников, Шатов, С. Бакаев (Зуев, 56'), Макаров, Йевтич (Ин Бом, 56'), Абильдгор, Игнатьев (Деспотович, 56' (Климов, 81')). Тренер: Леонид Слуцкий ЦСКА: Акинфеев, Щенников (Тикнизян, 84'), Дивеев, Магнуссон, Ахметов (Сигурдссон, 58'), Обляков (Шкурин, 84'), Марадишвили, Влашич, Зайнутдинов, Чалов (Бистрович, 69'), Эджуке (Гайч, 69'). Тренер: Виктор Гончаренко | |       |                              | |

#### Декабрь
В 17-м туре «Рубин» играл на выезде против московского «Локомотива». На 3-й минуте дальним ударом Хван Ин Бом открыл счет. Однако уже на 17-й минуте хозяева отыгрались. Во втором тайме Иван Игнатьев получил вторую жёлтую карточку и покинул поле. Позднее Антон Миранчук реализовал 11-метровый удар, а финальную точку Влад Игнатьев, признанный в итоге лучшим игроком матча. Матч завершился поражением казанской команды со счётом 1:3.
В 18-м туре «Рубин» играл в гостях против футбольного клуба «Тамбов». На 20-й минуте встречи единственный гол забил защитник «Рубина» Илья Самошников. Результативную передачу отдал полузащитник казанской команды Дарко Йевтич. Матч завершился минимальной победой «Рубина» со счётом 1:0.
Перед зимней паузой в чемпионате «Рубин» играл на выезде против грозненского «Ахмата». Матч проходил под сильный снегопад и завершился со счётом 0:0.
«Рубин» завершил 2020 год на девятом месте, отставая от еврокубкового четвёртого места всего на пять очков.
| 5 декабря 2020 17 тур | Локомотив                                                                                             | 3:1   | Рубин                                                                 | Москва                                                                                                 |
| 14:00 МСК | Мухин 5' · В. Игнатьев 17′, 86′ · Крыховяк 36' · Ан. Миранчук 69′ (пен.) · Мурило 74' · Лисакович 80' | отчёт | Ин Бом 3′ · И. Игнатьев 23' 47' · Зуев 26' · Зотов 29' · Медведев 69' | Стадион: РЖД Арена Зрителей: 3 768 Судья: Сергей Карасёв Игрок матча: Владислав Игнатьев («Локомотив») |
| Локомотив: Гилерме, В. Игнатьев, Живоглядов, Рыбус, Чорлука, Мурило, Ан. Миранчук (Иосифов, 90'), Мухин, Крыховяк, Лисакович (Титков, 90'), Камано (Эдер, 60'). Тренер: Марко Николич Рубин: Медведев, Зотов, Меркулов, Бегич, Старфельт, Шатов (С. Бакаев, 84'), Зуев (Кварацхелия, 70'), Макаров, Абильдгор, Ин Бом (Йевтич, 75'), И. Игнатьев. Тренер: Леонид Слуцкий | |       |                                                                       | |

| 13 декабря 2020 18 тур | Тамбов                   | 0:1   | Рубин                                             | Саранск                                                                               |
| 14:00 МСК | Володько 45' · Ароян 56' | отчёт | Кварацхелия 13' · Самошников 20′ · Деспотович 56' | Стадион: Мордовия Арена Судья: Кирилл Левников Игрок матча: Илья Самошников («Рубин») |
| Тамбов: Рыжиков, Шахов (Каплиенко, 30'), Ароян, Володько, Гигашвили, Карасёв, Кабахидзе (Шляков, 73'), Николас, Тилль, Меренчуков, Карапетян. Тренер: Сергей Первушин Рубин: Дюпин, Зотов, Уремович, Старфельт, Самошников, Макаров (С. Бакаев, 87'), Кварацхелия (Иг. Коновалов, 79'), Абильдгор, Ин Бом, Йевтич (Зуев, 73'), Деспотович. Тренер: Леонид Слуцкий |                          |       |                                                   |                                                                                       |

| 17 декабря 2020 19 тур | Ахмат     | 0:0   | Рубин                                   | Грозный                                                                                            |
| 20:00 МСК | Пуцко 27' | отчёт | Йевтич 22' · Хван 68' · Абильдгор 90+3' | Стадион: Ахмат Арена Зрителей: 4 958 Судья: Станислав Васильев Игрок матча: Исмаэл Силва («Ахмат») |
| Ахмат: Гудиев, Пуцко, Ненахов, Быстров, Нижич, Богосавац, Тимофеев, Бериша (Уциев, 83'), Исмаэл Силва, Харин (Швец, 72'), Мелкадзе (Альсултанов, 46'). Тренер: Андрей Талалаев Рубин: Дюпин, Самошников, Уремович, Старфельт, Зотов, Абильдгор, Йевтич, Хван, Зуев, Макаров, Игнатьев (Климов, 74'). Тренер: Леонид Слуцкий |           |       |                                         | |

#### Февраль
В первом официальном матче в 2021 году «Рубин» играл на выезде против московского «Спартака». В этом матче не смогли принять участие из-за травм несколько игроков казанской команды: Хван Ин Бом, а также новички команды Мицуки Сайто и Алексей Грицаенко. Кроме того, этот матч также пропускал новичок команды Михаил Костюков из-за перебора жёлтых карточек. За казанскую команду дебютировал Леон Мусаев, вышедший в стартовом составе. На 25-й минуте матча «Рубин» был вынужден произвести замену после того, как Александр Зуев получил повреждение, вместо него на поле появился Сильвие Бегич. На третьей добавленной к первому тайму минуте полузащитник «Спартака» Роман Зобнин получил вторую жёлтую карточку и был удалён с поля. На 53-й минуте счёт в матче открыл нападающий «Рубина» Джордже Деспотович, автором голевой передачи стал Хвича Кварацхелия. На 71-й минуте полузащитник казанской команды Оливер Абильдгор получил вторую жёлтую карточку, и команды продолжили матч в равных составах. Позже комиссия РФС признала это удаление ошибочным. На 89-й минуте Джордже Деспотович забил второй гол в матче, удачно сыграв на добивании после удара Хвичи Кварацхелии, отбитого вратарём «Спартака» Александром Максименко. Матч завершился победой казанской команды со счётом 2:0, лучшим игроком матча был признан Хвича Кварацхелия. До этого матча «Рубин» в последний раз обыгрывал «Спартак» в 2014 году, а последняя победа над этой командой в Москве датировалась 2010 годом. Четыре игрока «Рубина» были включены в символическую сборную 20-го тура по версии портала WhoScored: Филип Уремович, Илья Самошников, Хвича Кварацхелия и Джордже Деспотович.
| 28 февраля 2021 20 тур | Спартак                                                            | 0:2   | Рубин                                                          | Москва                                                                                                  |
| 14:00 МСК | Жиго 12' · Мозес 20' · Зобнин 37' 45+3' · Соболев 75' · Джикия 87' | отчёт | Шатов 7' · Бегич 26' · Деспотович 53′, 89′ · Абильдгор 62' 71' | Стадион: Открытие Арена Зрителей: 9 834 Судья: Сергей Лапочкин Игрок матча: Хвича Кварацхелия («Рубин») |
| Спартак: Максименко, Жиго, Маслов (З. Бакаев, 81'), Джикия, Айртон, Зобнин, Хендрикс (Крал, 46'), Мозес, Понсе, Промес, Соболев. Тренер: Доменико Тедеско Рубин: Дюпин, Самошников, Старфельт, Уремович, Зуев (Бегич, 25'), Абильдгор, Шатов, Мусаев (Йевтич, 80'), Кварацхелия, Макаров (С. Бакаев, 85'), Деспотович. Тренер: Леонид Слуцкий |                                                                    |       |                                                                | |

#### Март
В 21-м туре «Рубин» принимал дома петербургский «Зенит». В матче не смогли принять участие дисквалифицированный в предыдущем матче Оливер Абильдгор, а также Олег Шатов и Сильвие Бегич из-за перебора жёлтых карточек. В начале первого тайма в штрафной «Рубина» головами столкнулись друг с другом два игрока казанской команды: Филип Уремович и Леон Мусаев. Обоим была оказана срочная медицинская помощь, Мусаев не смог продолжить матч. Вместо него на поле вышел Михаил Костюков, дебютировав за «Рубин» в официальном матче. На 41-й минуте матча главный судья Сергей Карасёв после просмотра видеоповтора назначил пенальти в ворота «Зенита» за попадание мяча в руку игроку гостей Далеру Кузяеву. Джордже Деспотович реализовал одиннадцатиметровый удар и открыл счёт в матче, забив свой 10-й гол в сезоне. На 75-й минуте Сердар Азмун ударом головой сравнял счёт в матче. На второй добавленной ко второму тайму минуте Денис Макаров в контратаке вывел «Рубин» вперёд. На девятой добавленной минуте вратарь казанской команды Юрий Дюпин отразил одиннадцатиметровый удар Артёма Дзюбы. Матч завершился победой «Рубина» со счётом 2:1, лучшим игроком матча был признан Юрий Дюпин. Эта победа стала первой для «Рубина» над «Зенитом» в Казани с 2013 года. Два игрока «Рубина» были включены в символическую сборную 21-го тура по версии портала WhoScored: Юрий Дюпин и Денис Макаров.
В 22-м туре «Рубин» играл на выезде против футбольного клуба «Уфа». Счёт в матче на 30-й минуте ударом из-за пределов штрафной площади открыл полузащитник казанской команды Денис Макаров. На 42-й минуте матча Хвича Кварацхелия удвоил преимущество «Рубина». На 74-й минуте Илья Самошников забил третий мяч своей команды после передачи Дениса Макарова. В последние 10 минут матча Джордже Деспотович и Михаил Костюков получили повреждения и были вынуждены покинуть поле. Матч завершился со счётом 3:0 в пользу казанской команды, лучшим игроком матча был признан Денис Макаров. Четыре игрока «Рубина» были включены в символическую сборную 22-го тура по версии портала WhoScored: Филип Уремович, Илья Самошников, Денис Макаров и Хвича Кварацхелия.
В 23-м туре «Рубин» играл в Казани против футбольного клуба «Химки». Матч проходил на стадионе «Центральный» из-за неудовлетворительного состояния газона на стадионе «Ак Барс Арена». Счёт в матче открыл нападающий «Химок» Резиуан Мирзов, реализовавший пенальти, назначенный главным судьёй матча после просмотра видеоповтора. Спустя восемь минут бывший игрок казанского клуба Павел Могилевец удвоил преимущество гостей. На 42-й минуте Джордже Деспотович сократил отставание, сделав счёт 1:2. На 75-й минуте матча Илья Кухарчук установил окончательный счёт матча - 3:1 в пользу «Химок». Лучшим игроком матча был признан Резиуан Мирзов. В этом матче жёлтые карточки получили игрок «Рубина» Солтмурад Бакаев, а также главный тренер казанского клуба Леонид Слуцкий за активное выражение недовольства в адрес действий судьи.
Шесть футболистов «Рубина» были вызваны в национальные сборные своих стран для участия в матчах отборочного турнира Чемпионата мира 2022: Юрий Дюпин, Илья Самошников (оба Россия), Хвича Кварацхелия (Грузия),  Филип Уремович (Хорватия) и Джордже Деспотович (Сербия). Кроме того, Денис Макаров был вызван в молодёжную сборную России для участия в групповом этапе чемпионата Европы 2021.
| 8 марта 2021 21 тур | Рубин                                            | 2:1   | Зенит                  | Казань                                                                                         |
| 16:30 МСК | Деспотович 41′ (пен.) · Зуев 83' · Макаров 90+2′ | отчёт | Азмун 75′ · Ловрен 77' | Стадион: Ак Барс Арена Зрителей: 9 211 Судья: Сергей Карасёв Игрок матча: Юрий Дюпин («Рубин») |
| Рубин: Дюпин, Самошников, Старфельт, Уремович, Зотов, Мусаев (Костюков, 18'), С. Бакаев (Зуев, 73'), Йевтич, Кварацхелия, Макаров, Деспотович. Тренер: Леонид Слуцкий Зенит: Лунёв, Сантос, Ловрен, Ракицкий (Сутормин, 82'), Караваев (Круговой, 81'), Барриос, Вендел, Оздоев (Мостовой, 87'), Кузяев (Ерохин, 87'), Азмун, Дзюба. Тренер: Сергей Семак |                                                  |       |                        |                                                                                                |

| 14 марта 2021 22 тур | Уфа                                    | 0:3   | Рубин                                                          | Уфа                                                                                       |
| 14:00 МСК | Камилов 20' · Голубев 33' · Иванов 80' | отчёт | Абильдгор 29' · Макаров 30′ · Кварацхелия 42′ · Самошников 74′ | Стадион: Нефтяник Зрителей: 3 196 Судья: Игорь Панин Игрок матча: Денис Макаров («Рубин») |
| Уфа: Беленов, Йокич, Табидзе, Плиев, Милетич, Бауэр (Морозов, 46'), Голубев, Камилов (Иванов, 46'), Кротов (Урунов, 82'), Жамалетдинов (Сысуев, 75'), Андрич. Тренер: Рашид Рахимов Рубин: Дюпин, Самошников, Старфельт, Уремович, Зотов, Абильдгор, Костюков (Мусаев, 86'), Шатов, Кварацхелия (Игнатьев, 85'), Макаров, Деспотович (С. Бакаев, 82'). Тренер: Леонид Слуцкий |                                        |       |                                                                |                                                                                           |

| 19 марта 2021 23 тур | Рубин                                                                 | 1:3   | Химки                                                                              | Казань                                                      |
| 19:00 МСК | Деспотович 19', 42′ · Зотов 45+2' · Кварацхелия 53' · С. Бакаев 90+3' | отчёт | Мирзов 20′ (пен.) · Могилевец 28′, 65' · Дагерстоль 65' · Кухарчук 75′ · Тихий 80' | Стадион: Центральный Зрителей: 5 937 Судья: Алексей Матюнин |
| Рубин: Дюпин, Самошников, Уремович, Старфельт, Зотов, Абильдгор, Костюков, Шатов (Мусаев, 80'), Кварацхелия, Макаров (С. Бакаев, 71'), Деспотович. Тренер: Леонид Слуцкий Химки: Лантратов, Идову, Дагерстоль, Данилкин, Тихий, Филин, Боженов, Глушаков (Камышев, 56'), Могилевец (Кухарчук, 71'), Мирзов (Глушенков, 90+3'), Конате (Себай, 90+4') Тренер: Игорь Черевченко |                                                                       |       |                                                                                    |                                                             |

#### Апрель
После перерыва на матчи сборных «Рубин» принимал дома футбольный клуб «Сочи». Единственный гол в матче забил Хвича Кварацхелия, чем и принёс победу казанской команде со счётом 1:0. Лучшим игроком матча был признан полузащитник «Рубина» Дарко Йевтич.
В 25-м туре «Рубин» играл на выезде против футбольного клуба «Ростов». Матч завершился победой казанской команды со счётом 1:0, лучшим игроком второй раз подряд был признан Дарко Йевтич, забивший единственный гол в матче.
В 26-м туре «Рубин» играл на выезде против футбольного клуба «Урал». На 45-й минуте матча полузащитник «Рубина» Дарко Йевтич забил гол ударом из-за пределов штрафной площади во втором матче подряд и вывел свою команду вперёд. На 83-й минуте матча полузащитник казанской команды Денис Макаров получил вторую жёлтую карточку за нарушение правил в своей штрафной площади и был вынужден покинуть поле. Вратарь «Рубина» Юрий Дюпин отразил одиннадцатиметровый удар. После матча главный тренер «Рубина» Леонид Слуцкий был недоволен действиями арбитров из-за того, что, по его мнению, „абсолютно по-разному трактовались разные моменты“. Матч завершился победой «Рубина» со счётом 1:0. Казанская команда одержала победу с таким счётом в третьем матче кряду. Лучшим игроком встречи в третий раз подряд был признан Дарко Йевтич.
В 27-м туре «Рубин» на «Ак Барс Арене» принимал «Краснодар». В матче не смогли принять участие Хвича Кварацхелия из-за травмы и Денис Макаров из-за дисквалификации. Единственный гол в матче забил полузащитник гостей Алексей Ионов. «Рубин» проиграл со счётом 0:1, это поражение стало для казанской команды вторым в восьми матчах после возобновления чемпионата.
| 3 апреля 2021 24 тур | Рубин                                                         | 1:0   | Сочи                                                            | Казань                                                                                               |
| 16:30 мск | Зотов 38' · Самошников 45' · Кварацхелия 72′ 90+3' · Зуев 84' | отчёт | Нобоа 3' · Цаллагов 33' · А. Заболотный 57' · Миладинович 90+1' | Стадион: Центральный Зрителей: 6 511 Судья: Владислав Безбородов Игрок матча: Дарко Йевтич «(Рубин)» |
| Рубин: Дюпин, Самошников, Старфельт, Уремович, Зотов, Абильдгор, Мусаев (Шатов, 62'), Йевтич (Зуев, 80'), Макаров (С. Бакаев, 90+1'), Костюков (Кварацхелия, 46'), Деспотович. Тренер: Леонид Слуцкий Сочи: Н. Заболотный, Мевля, Новосельцев (Маммана, 52'), Терехов, Миладинович, Заика (Набиуллин, 72'), Нобоа, Цаллагов, Юсупов, Бурмистров (Руденко, 73'), А. Заболотный. Тренер: Владимир Федотов |                                                               |       |                                                                 | |

| 10 апреля 2021 25 тур | Ростов                    | 0:1   | Рубин                                                  | Ростов-на-Дону                                                                                       |
| 19:00 мск | Поярков 52' · Гигович 60' | отчёт | Деспотович 31' · Зуев 45+1' · Йевтич 73′ · Дюпин 90+2' | Стадион: Ростов Арена Зрителей: 15 011 Судья: Станислав Васильев Игрок матча: Дарко Йевтич «(Рубин)» |
| Ростов: Песьяков, Поярков, Осипенко, Терентьев (Фольмер, 83'), Хаджикадунич, Глебов, Махатадзе (Хасимото, 30'), Гигович, Полоз (Байрамян, 72'), Альмквист (Тугарев, 72'), Соу. Тренер: Валерий Карпин Рубин: Дюпин, Самошников, Старфельт, Уремович, Зуев (Бегич, 68'), Абильдгор, Йевтич, Мусаев (Ин Бом, 68'), Кварацхелия, Макаров (С. Бакаев, 90+2'), Деспотович. Тренер: Леонид Слуцкий |                           |       |                                                        | |

| 18 апреля 2021 26 тур | Урал                            | 0:1   | Рубин                                                                                                   | Екатеринбург                                                                                          |
| 12:00 мск | Егорычев 25' · Гаджимурадов 53' | отчёт | Зотов 21' · Макаров 34' 83' · Йевтич 45′ · С. Бакаев 56′ · Абильдгор 64' · Самошников 68' · Дюпин 90+1' | Стадион: Екатеринбург Арена Зрителей: 10 739 Судья: Артём Любимов Игрок матча: Дарко Йевтич «(Рубин)» |
| Урал: Годзюр, Рыков, Страндберг, Адамов (Кулаков, 81'), Калинин, Мишкич, Евсеев, Егорычев (Максименко, 87'), Гаджимурадов, Погребняк, Ибрахимай (Панюков, 62'). Тренер: Юрий Матвеев Рубин: Дюпин, Зотов, Уремович, Старфельт, Самошников, Абильдгор, Шатов (Зуев, 87'), Йевтич (Костюков, 87'), Кварацхелия (С. Бакаев, 32' (Ин Бом, 64')), Макаров, Деспотович. Тренер: Леонид Слуцкий |                                 |       | | |

| 25 апреля 2021 27 тур | Рубин        | 0:1   | Краснодар                                 | Казань                                                                                                  |
| 19:00 мск | Уремович 52' | отчёт | Смольников 6' · Ионов 17′ · Газинский 29' | Стадион: Ак Барс Арена Зрителей: 9 108 Судья: Василий Казарцев Игрок матча: Алексей Ионов «(Краснодар)» |
| Рубин: Дюпин, Самошников, Старфельт, Уремович, Зотов, Абильдгор, Ин Бом (Мусаев, 82'), Йевтич, Зуев (С. Бакаев, 60'), Шатов (Игнатьев, 73'), Деспотович. Тренер: Леонид Слуцкий Краснодар: Сафонов, Мартынович, Смольников, Кайо, Олссон, Классон, Ионов (Сорокин, 90+3'), де Вильена, Газинский (Стоцкий, 84'), Вандерсон (Кабелла, 78'), Берг (Ари, 84'). Тренер: Виктор Гончаренко |              |       |                                           | |

#### Май
В 28-м туре «Рубин» играл дома с московским «Динамо». В матче не смог принять участие капитан казанской команды Филип Уремович из-за перебора жёлтых карточек. Счёт в матче на 15-й минуте открыл лучший бомбардир «Рубина» Джордже Деспотович. В начале второго тайма защитник хозяев Илья Самошников получил прямую красную карточку после того, как главный судья матча воспользовался помощью VAR. Таким образом, «Рубин» вынужден был оставшееся время матча провести в меньшинстве. На 80-й минуте полузащитник «Рубина» Хван Ин Бом воспользовался ошибкой защитника гостей и удвоил преимущество своей команды. Матч завершился победой «Рубина» со счётом 2:0, лучшим игроком матча был признан вратарь казанской команды Юрий Дюпин.
В 29-м туре «Рубин» играл на выезде против тульского «Арсенала». После первого тайма казанская команда уступала в счёте 0:2, однако во втором тайме забила четыре мяча. Авторами голов стали Джордже Деспотович, реализовавший одиннадцатиметровый удар, Денис Макаров, Карл Старфельт и Михаил Костюков, забивший свой первый гол за «Рубин» в официальных матчах. Матч завершился волевой победой «Рубина» со счётом 4:2, лучшим игроком встречи был признан Джордже Деспотович.
В последнем туре «Рубин» играл дома с волгоградским «Ротором». Команды обменялись голами с пенальти и сыграли вничью со счётом 1:1. Эта ничья позволила «Рубину» занять четвёртое место по итогам сезона и обеспечить себе место в Лиге конференций УЕФА.
Главный тренер «Рубина» Леонид Слуцкий был признан лучшим тренером мая в чемпионате России.
| 1 мая 2021 28 тур | Рубин                                                          | 2:0   | Динамо                                   | Казань                                                                                         |
| 14:00 мск | Деспотович 15′ · Ин Бом 42' 80′ · Самошников 52' · Макаров 70' | отчёт | Шиманьски 9' · Скопинцев 35' · Фомин 89' | Стадион: Ак Барс Арена Зрителей: 9 063 Судья: Виталий Мешков Игрок матча: Юрий Дюпин «(Рубин)» |
| Рубин: Дюпин, Самошников, Старфельт, Бегич, Зотов, Абильдгор, Ин Бом (Мусаев, 90'), Йевтич (Шатов, 73'), С. Бакаев (Зуев, 54'), Макаров (Костюков, 90+1'), Деспотович. Тренер: Леонид Слуцкий Динамо: Шунин, Варела, Ордец, Евгеньев, Скопинцев (Нойштедтер, 68'), Шиманьски, Моро (Захарян, 60'), Фомин, Лесовой, Грулёв (Тюкавин, 60'), Н'Жье (Комличенко, 67'). Тренер: Сандро Шварц |                                                                |       |                                          |                                                                                                |

| 8 мая 2021 29 тур | Арсенал                                                                  | 2:4   | Рубин | Тула                                                                                              |
| 16:30 мск | Хлусевич 25′ 81' · Ткачёв 28' 52' · Джорджевич 32′ 62' · Григалава 90+5' | отчёт | Деспотович 52′ (пен.) · С. Бакаев 54' · Макаров 59′ · Зуев 63' · Старфельт 66′ · Зотов 79' · Костюков 89′ | Стадион: Арсенал Зрителей: 6 103 Судья: Кирилл Левников Игрок матча: Джордже Деспотович «(Рубин)» |
| Арсенал: Шамов, Григалава, Бурлак (Сокол, 61'), Беляев, Бауэр, Ткачёв, Коновалов (Луценко, 87'), Чаушич (Пантелеев, 77'), Кангва (Панченко, 77'), Хлусевич, Джорджевич. Тренер: Дмитрий Парфёнов Рубин: Дюпин, Зотов, Бегич, Старфельт, Зуев, Абильдгор, Йевтич, Мусаев (Игнатьев, 41'), С. Бакаев (Костюков, 74'), Макаров (Уремович, 90'), Деспотович. Тренер: Леонид Слуцкий |                                                                          |       | |                                                                                                   |

| 16 мая 2021 30 тур | Рубин                                                                               | 1:1   | Ротор                                                                                          | Казань                                                                                         |
| 14:00 мск | Д. Макаров 20' · Абильдгор 27' · Зотов 31' · Деспотович 90+3′ (пен.) · Бакаев 90+5' | отчёт | Алейник 28' · Степанов 51' · Гогуа 66' · Фламарион 78′ (пен.) · Жигулёв 88' · С. Макаров 90+2' | Стадион: Ак Барс Арена Зрителей: 12 433 Судья: Виталий Мешков Игрок матча: Фламарион «(Ротор)» |
| Рубин: Дюпин, Зотов, Бегич, Старфельт (Игнатьев, 85'), Самошников, Абильдгор, Йевтич, Шатов (Костюков, 74'), Бакаев, Д. Макаров, Деспотович (Мусаев, 90+7'). Тренер: Леонид Слуцкий Ротор: Чондрич, Байрыев, Степанов, Гогуа, Алейник, С. Макаров, Жигулёв (Муллин, 88'), Кипиани (Песегов, 83'), Давиташвили (Кверквелия, 85'), Фламарион, Щёткин. Тренер: Хасанби Биджиев |                                                                                     |       |                                                                                                |                                                                                                |

### Лучшие игроки матча
| # | Поз. | Игрок              | Кол-во |
| - | ---- | ------------------ | ------ |
| 1 | ПЗ   | Хвича Кварацхелия  | 5      |
| 2 | ПЗ   | Дарко Йевтич       | 4      |
| 2 | Вр   | Юрий Дюпин         | 4      |
| 4 | ПЗ   | Денис Макаров      | 2      |
| 4 | Нап  | Джордже Деспотович | 2      |
| 6 | ПЗ   | Оливер Абильдгор   | 1      |
| 6 | Защ  | Илья Самошников    | 1      |
|   |      | ВСЕГО              | 19     |

## Кубок России
Сохранив место в Премьер-лиге в прошлом сезоне и не участвуя в еврокубках, клуб получил право выступать в Кубке России сезона 2020/21 со стадии элитного группового раунда (1/32 и 1/16 финала).

### Элитный групповой раунд (1/32 и 1/16 финала)
Система начисления очков по результатам каждого матча:
- за победу в основное время — 3 очка.
- за ничью в основное время и победу по пенальти — 2 очка.
- за ничью в основное время и поражение по пенальти — 1 очко.
- за поражение в основное время очки не начисляются.

Группа 9
| Поз | Команда                   | Лига | И | В | ВП | ПП | П | МЗ | МП | РМ | О | Квалификация       |
| --- | ------------------------- | ---- | - | - | -- | -- | - | -- | -- | -- | - | ------------------ |
| 1   | СКА-Хабаровск             | ФНЛ  | 2 | 2 | 0  | 0  | 0 | 4  | 1  | +3 | 6 | Выход в 1/8 финала |
| 2   | Рубин (Казань)            | РПЛ  | 2 | 1 | 0  | 0  | 1 | 4  | 3  | +1 | 3 |                    |
| 3   | Черноморец (Новороссийск) | ПФЛ  | 2 | 0 | 0  | 0  | 2 | 3  | 7  | -4 | 0 |                    |

В первом матче элитного группового раунда Кубка России, проводившегося в обновлённом формате, «Рубин» играл на выезде с клубом ПФЛ новороссийским «Черноморцем». Счёт в матче на 7-й минуте открыли хозяева поля после розыгрыша углового. На 26-й минуте Сильвие Бегич сравнял счёт, головой замкнув подачу со штрафного удара. На 52-й минуте Хван Ин Бом вывел казанскую команду вперёд благодаря точному удару с линии штрафной площади в дальний угол ворот. На 62-й минуте Денис Макаров увеличил преимущество своей команды, обыграв вратаря соперника и отправив мяч в пустые ворота. Это случилось спустя минуту после его выхода на замену. На 69-й минуте футболисты «Черноморца» сократили отрыв. На 89-й минуте Денис Макаров оформил дубль и установил окончательный счёт в матче - 4:2 в пользу «Рубина». В этом матче за казанский клуб дебютировали два футболиста: защитник Георгий Зотов и нападающий Кирилл Косарев, отметившийся голевой передачей.
Во втором матче группового этапа «Рубин» играл против клуба «СКА-Хабаровск» на выезде. На 26-й минуте матча полузащитник казанской команды Дарко Йевтич получил травму после столкновения с игроков хозяев поля и был заменён на Дмитрия Тарасова. После матча главный тренер «Рубина» Леонид Слуцкий высказал своё недовольство относительно решения арбитра не удалять с поля игрока хабаровского клуба после этого нарушения правил. Единственный гол в матче был забит на 75-й минуте, отличился игрок хабаровской команды Рамазан Гаджимурадов.С 80-й минуты «Рубин» играл в большинстве, однако не сумел сравнять счёт. «Рубин» занял второе место в группе и завершил своё выступление в Кубке России сезона 2020/2021.
| 2020-09-16 | Черноморец                     | 2:4   | Рубин                                                           | Новороссийск                                                     |
| 19:00 МСК | Омаров 7′, 84' · Матюшенко 69′ | отчёт | Самошников 16' · Бегич 26′ · Хван Ин Бом 52′ · Макаров 62′, 89′ | Стадион: Центральный Зрителей: 3 000 Судья: Александр Машлякевич |
| Черноморец: Аверкиев, Мустафин, Гришин, Омаров, Гараев, Антонов (Панамарев, 71'), Магомедов, Пацев (Тимошенко, 71'), Климов (Смыр, 83'), Ахмедханов, Барцов. Тренер: Эдуард Саркисов Рубин: Медведев, Самошников, Старфельт, Бегич, Зотов, Тарасов, Йевтич, Ин Бом, Бакаев (Макаров, 61'), Иг. Коновалов, Игнатьев (Косарев, 72'). Тренер: Леонид Слуцкий |                                |       |                                                                 |                                                                  |

| 2020-11-4 | СКА-Хабаровск                                                                     | 1:0   | Рубин                                                        | Хабаровск                                                  |
| 10:00 МСК | Брагин 22' · Мартусевич 43' · Гаджимурадов 75′ · Труфанов 78' 80' · Никифоров 90' | отчёт | Самошников 16' · Абильдгор 78' · Старфельт 79' · Тарасов 90' | Стадион: Стадион имени В. И. Ленина Судья: Павел Шадыханов |
| СКА-Хабаровск: Сугробов, Суслов, Мануйлов, Труфанов, Грачёв, Квеквескири, Батютин (Малеев, 81'), Мартусевич, Гаджимурадов (Никифоров, 81'), Барков, Брагин (Базелюк, 70'). Тренер: Сергей Юран Рубин: Дюпин, Старфельт (Климов, 82'), Бегич, Самошников (Зотов, 46'), Зуев, Абильдгор,Йевтич (Тарасов, 26'), С. Бакаев, Макаров, Ин Бом, Игнатьев. Тренер: Леонид Слуцкий |                                                                                   |       |                                                              |                                                            |

## Статистика

### Матчи и голы
| 1                                                          | Вр  | Никита Медведев    | 4+0   | -5  | 1+0 | -2 | 5  | -7  |
| 2                                                          | Защ | Карл Старфельт     | 29+0  | 3   | 2+0 | 0  | 31 | 3   |
| 3                                                          | Защ | Михаил Меркулов    | 8+1   | 0   | 0   | 0  | 9  | 0   |
| 4                                                          | Защ | Сильвие Бегич      | 15+3  | 0   | 2+0 | 1  | 20 | 1   |
| 5                                                          | Защ | Филип Уремович     | 22+2  | 0   | 0   | 0  | 24 | 0   |
| 6                                                          | ПЗ  | Хван Ин Бом        | 13+5  | 3   | 2+0 | 1  | 20 | 4   |
| 8                                                          | ПЗ  | Дарко Йевтич       | 22+3  | 3   | 2+0 | 0  | 27 | 3   |
| 9                                                          | Нап | Джордже Деспотович | 21+5  | 14  | 0   | 0  | 26 | 14  |
| 12                                                         | Защ | Александр Зуев     | 12+10 | 0   | 1+1 | 0  | 24 | 0   |
| 14                                                         | ПЗ  | Михаил Костюков    | 3+5   | 1   | 0   | 0  | 8  | 1   |
| 19                                                         | Нап | Иван Игнатьев      | 8+9   | 2   | 2+0 | 0  | 19 | 2   |
| 20                                                         | ПЗ  | Олег Шатов         | 17+4  | 1   | 0   | 0  | 21 | 1   |
| 21                                                         | ПЗ  | Хвича Кварацхелия  | 20+3  | 4   | 0   | 0  | 23 | 4   |
| 22                                                         | Вр  | Юрий Дюпин         | 26+0  | -28 | 1+0 | -1 | 27 | -29 |
| 25                                                         | ПЗ  | Денис Макаров      | 20+8  | 7   | 1+1 | 2  | 30 | 9   |
| 28                                                         | ПЗ  | Оливер Абильдгор   | 28+0  | 0   | 1+0 | 0  | 29 | 0   |
| 31                                                         | Защ | Георгий Зотов      | 15+2  | 0   | 1+1 | 0  | 19 | 0   |
| 38                                                         | ПЗ  | Леон Мусаев        | 5+5   | 0   | 0+0 | 0  | 10 | 0   |
| 77                                                         | Защ | Илья Самошников    | 21+3  | 2   | 2+0 | 0  | 26 | 2   |
| 87                                                         | ПЗ  | Солтмурад Бакаев   | 16+12 | 2   | 2+0 | 0  | 30 | 2   |
| Футболисты, которые покинули клуб или отправились в аренду |     |                    |       |     |     |    |    |     |
| 10                                                         | ПЗ  | Игорь Коновалов    | 2+4   | 0   | 1+0 | 0  | 7  | 0   |
| 11                                                         | ПЗ  | Зурико Давиташвили | 1+1   | 0   | 0   | 0  | 2  | 0   |
| 13                                                         | Нап | Кирилл Климов      | 0+3   | 0   | 0+1 | 0  | 4  | 0   |
| 15                                                         | ПЗ  | Дмитрий Тарасов    | 1+6   | 0   | 1+1 | 0  | 9  | 0   |
| 18                                                         | ПЗ  | Павел Могилевец    | 0+1   | 0   | 0   | 0  | 1  | 0   |
| 47                                                         | Нап | Кирилл Косарев     | 0+3   | 0   | 0+1 | 0  | 4  | 0   |

В графе «Игры» указаны выходы в стартовом составе, после знака + указаны выходы на замену. В графе «Голы» после знака − указаны пропущенные мячи (для вратарей).
Последнее обновление: 16 мая 2021 года

### Бомбардиры
Включает в себя все официальные игры.
| Поз. | Игрок              | Чемпионат России | Кубок России | Итого |
| ---- | ------------------ | ---------------- | ------------ | ----- |
| 1    | Джордже Деспотович | 14               | 0            | 14    |
| 2    | Денис Макаров      | 7                | 2            | 9     |
| 3    | Хвича Кварацхелия  | 4                | 0            | 4     |
| 4    | Хван Ин Бом        | 3                | 1            | 4     |
| 5    | Дарко Йевтич       | 3                | 0            | 3     |
| 6    | Карл Старфельт     | 3                | 0            | 3     |
| 7    | Солтмурад Бакаев   | 2                | 0            | 2     |
| 8    | Илья Самошников    | 2                | 0            | 2     |
| 9    | Иван Игнатьев      | 2                | 0            | 2     |
| 10   | Михаил Костюков    | 1                | 0            | 1     |
| 11   | Олег Шатов         | 1                | 0            | 1     |
| 12   | Сильвие Бегич      | 0                | 1            | 1     |
|      | Автоголы           | 0                | 0            | 0     |
|      | ВСЕГО              | 42               | 4            | 46    |

### Голевые передачи
Включает в себя все официальные игры.
| Поз. | Игрок              | Чемпионат России | Кубок России | Итого |
| ---- | ------------------ | ---------------- | ------------ | ----- |
| 1    | Солтмурад Бакаев   | 5                | 1            | 6     |
| 2    | Хвича Кварацхелия  | 4                | 0            | 4     |
| 3    | Хван Ин Бом        | 2                | 2            | 4     |
| 4    | Джордже Деспотович | 3                | 0            | 3     |
| 5    | Олег Шатов         | 3                | 0            | 3     |
| 6    | Дарко Йевтич       | 3                | 0            | 3     |
| 7    | Иван Игнатьев      | 2                | 0            | 2     |
| 8    | Денис Макаров      | 1                | 0            | 1     |
| 9    | Михаил Костюков    | 1                | 0            | 1     |
| 10   | Оливер Абильдгор   | 1                | 0            | 1     |
| 10   | Георгий Зотов      | 1                | 0            | 1     |
| 11   | Кирилл Косарев     | 0                | 1            | 1     |
|      | ВСЕГО              | 26               | 4            | 30    |

### «Сухие» матчи
Включает в себя все официальные игры.
| Поз. | Игрок           | Чемпионат России | Кубок России | Итого |
| ---- | --------------- | ---------------- | ------------ | ----- |
| 1    | Юрий Дюпин      | 9                | 0            | 9     |
| 2    | Никита Медведев | 2                | 0            | 2     |
|      | ВСЕГО           | 11               | 0            | 11    |

### Пенальти
Включает в себя все официальные игры.
| Игрок              | Дата             | Соревнование     | Соперник | Статус |
| ------------------ | ---------------- | ---------------- | -------- | ------ |
| Иван Игнатьев      | 15 августа 2020  | Чемпионат России | Урал     | Забит  |
| Иван Игнатьев      | 18 августа 2020  | Чемпионат России | Сочи     | Забит  |
| Джордже Деспотович | 13 сентября 2020 | Чемпионат России | Динамо   | Забит  |
| Олег Шатов         | 27 сентября 2020 | Чемпионат России | Ротор    | Забит  |
| Джордже Деспотович | 8 марта 2021     | Чемпионат России | Зенит    | Забит  |
| Джордже Деспотович | 8 мая 2021       | Чемпионат России | Арсенал  | Забит  |
| Джордже Деспотович | 16 мая 2021      | Чемпионат России | Ротор    | Забит  |

### Дисциплинарные показатели
В статистику включены только официальные матчи.
| Поз. | Имя                | Чемпионат России | Чемпионат России              | Чемпионат России | Кубок России | Кубок России                  | Кубок России | Итого        | Итого                         | Итого    |
| Поз. | Имя                | Предупреждён     | Yellow card · Yellow-red card | Red card         | Предупреждён | Yellow card · Yellow-red card | Red card     | Предупреждён | Yellow card · Yellow-red card | Red card |
| 1    | Оливер Абильдгор   | 9                | 1                             | 0                | 1            | 0                             | 0            | 10           | 1                             | 0        |
| 2    | Денис Макаров      | 9                | 1                             | 0                | 0            | 0                             | 0            | 9            | 1                             | 0        |
| 3    | Илья Самошников    | 6                | 0                             | 1                | 2            | 0                             | 0            | 8            | 0                             | 1        |
| 4    | Филип Уремович     | 8                | 0                             | 0                | 0            | 0                             | 0            | 8            | 0                             | 0        |
| 5    | Александр Зуев     | 7                | 0                             | 0                | 0            | 0                             | 0            | 7            | 0                             | 0        |
| 6    | Георгий Зотов      | 7                | 0                             | 0                | 0            | 0                             | 0            | 7            | 0                             | 0        |
| 7    | Хвича Кварацхелия  | 6                | 0                             | 0                | 0            | 0                             | 0            | 6            | 0                             | 0        |
| 8    | Джордже Деспотович | 6                | 0                             | 0                | 0            | 0                             | 0            | 6            | 0                             | 0        |
| 9    | Солтмурад Бакаев   | 5                | 0                             | 0                | 0            | 0                             | 0            | 5            | 0                             | 0        |
| 10   | Сильвие Бегич      | 4                | 0                             | 1                | 0            | 0                             | 0            | 4            | 0                             | 1        |
| 11   | Дарко Йевтич       | 4                | 1                             | 0                | 0            | 0                             | 0            | 4            | 1                             | 0        |
| 12   | Хван Ин Бом        | 4                | 1                             | 0                | 0            | 0                             | 0            | 4            | 1                             | 0        |
| 13   | Олег Шатов         | 4                | 0                             | 0                | 0            | 0                             | 0            | 4            | 0                             | 0        |
| 14   | Михаил Меркулов    | 3                | 1                             | 0                | 0            | 0                             | 0            | 3            | 1                             | 0        |
| 15   | Иван Игнатьев      | 2                | 1                             | 0                | 0            | 0                             | 0            | 2            | 1                             | 0        |
| 16   | Карл Старфельт     | 1                | 0                             | 0                | 1            | 0                             | 0            | 2            | 0                             | 0        |
| 17   | Юрий Дюпин         | 2                | 0                             | 0                | 0            | 0                             | 0            | 2            | 0                             | 0        |
| 18   | Кирилл Косарев     | 1                | 0                             | 0                | 0            | 0                             | 0            | 1            | 0                             | 0        |
| 19   | Кирилл Климов      | 1                | 0                             | 0                | 0            | 0                             | 0            | 1            | 0                             | 0        |
| 20   | Никита Медведев    | 1                | 0                             | 0                | 0            | 0                             | 0            | 1            | 0                             | 0        |
| 21   | Дмитрий Тарасов    | 0                | 0                             | 0                | 1            | 0                             | 0            | 1            | 0                             | 0        |
|      |                    | 90               | 6                             | 2                | 5            | 0                             | 0            | 95           | 6                             | 2        |

### Общая статистика
В данной таблице не учитываются результаты товарищеских матчей.
| Сыграно матчей          | 32 (30 Чемпионат, 2 Кубок) |
| Победы                  | 17 (16 Чемпионат, 1 Кубок) |
| Ничьи                   | 5 (5 Чемпионат, 0 Кубок) |
| Поражения               | 10 (9 Чемпионат, 1 Кубок) |
| Забито мячей            | 46 (1,44 за игру) |
| Пропущено мячей         | 36 (1,13 за игру) |
| Разница мячей           | +10 |
| Матчей на ноль          | 11 (11 Чемпионат, 0 Кубок) |
| Желтых карточек         | 95 (2,97 за игру) |
| Удаления                | 8 (0,25 за игру) |
| Худшая дисциплина       | Оливер Абильдгор — 10 , 1 |
| Лучший счёт             | 3:0 (Д) против «Уфы» — Чемпионат России, 26 августа 2020 3:0 (Г) против «Уфы» — Чемпионат России, 14 марта 2021 |
| Худший счёт             | 0:2 (Д) против «Локомотива» — Чемпионат России, 11 августа 2020 0:2 (Д) против «Спартака» — Чемпионат России, 20 сентября 2020 1:3 (Г) против «Краснодара» — Чемпионат России, 17 октября 2020 0:2 (Г) против «Химок» — Чемпионат России, 8 ноября 2020 0:2 (Д) против «Ростова» — Чемпионат России, 22 ноября 2020 1:3 (Г) против «Локомотива» — Чемпионат России, 5 декабря 2020 1:3 (Д) против «Химок» — Чемпионат России, 19 марта 2021 |
| Наибольшее число матчей | Карл Старфельт — 31 матч |
| Лучший бомбардир        | Джордже Деспотович — 14 голов |
| Лучший ассистент        | Солтмурад Бакаев — 6 передач |
| Гол + Пас               | Джордже Деспотович — 17 (14+3) |

## Итоги сезона
В чемпионате России сезона 2020/21 «Рубин» занял четвёртое место, это лучший результат клуба с 2010 года, когда он занял третье место. Благодаря этому казанский клуб обеспечил себе место в Лиге конференций УЕФА в следующем сезоне, где начнёт выступление в третьем квалификационном раунде. Таким образом, «Рубин» впервые с сезона 2015/16 примет участие в еврокубках.
В Кубке России 2020/21 «Рубин» завершил своё выступление в групповом раунде, заняв второе место.
Лучшим бомбардиром клуба в сезоне стал сербский нападающий Джордже Деспотович, забивший 14 мячей в чемпионате России, в котором занял четвёртое место в списке бомбардиров. Это третий результат для игроков «Рубина» в одном сезоне. Ранее 16 голами отмечали Александр Бухаров и Алехандро Домингес в сезоне 2009, в котором «Рубин» стал чемпионом России.
Главный тренер «Рубина» Леонид Слуцкий прокомментировал выход клуба в Лигу конференций:
Мы все работаем, весь клуб. Все стараемся сделать нашу команду лучше. Каждый из людей, работающих внутри клуба, вносит свою лепту. Мы очень хорошо работали в этот год.

Я не готов сейчас говорить о трансферных новостях. Хотелось бы немного отдохнуть и уже с новыми силами приступить к работе и говорить о планах на будущее.— сказал Слуцкий по окончании последнего тура
По итогам сезона Хвича Кварацхелия второй раз подряд был признан лучшим молодым игроком сезона чемпионата России.
Автором лучшего гола сезона чемпионата России стал Денис Макаров. Он получил эту награду за гол в ворота «Зенита» в матче 21-го тура.